# Prefettura di Kouroussa
Kouroussa è una prefettura della Guinea nella regione di Kankan, con capoluogo Kouroussa.
La prefettura è divisa in 12 sottoprefetture:
- Babila
- Balato
- Banfélé
- Baro
- Cisséla
- Douako
- Doura
- Kiniéro
- Komola-Koura
- Koumana
- Kouroussa
- Sanguiana